# Apostasie dans le judaïsme
Dans le judaïsme, l'apostasie fait référence au rejet du judaïsme et à la possible défection d'un juif vers une autre religion ou une renonciation à la foi religieuse. Le terme apostasie est dérivé du grec ancien : ἀποστάτης, signifiant "rebelle".

## Exemples

### Dans le talmud
Dans le Talmud, Elisha ben Abouya (surnommé Acher, "l'Autre") est désigné comme un apostat par les rabbins. 

### Espagne médiévale
En Espagne médiévale, une conversion systématique des Juifs au christianisme a eu lieu, principalement sous la menace et la force. L'apostasie de ces conversos a provoqué l'indignation de certains juifs en Espagne et il est devenu illégal d'appeler un converso par l'épithète tornadizo (renégat). 
Certains Juifs espagnols, cependant, sont restés des crypto-juifs malgré l'obligation de se convertir au christianisme (voir Anoussim). Ils s'appellent également les marranes.

### Sabbatai Zevi et Jacob Frank
En 1648, Sabbatai Zevi a prétendu être le Messie juif. Ses disciples juifs étaient connus sous le nom de Sabbatéens. Zevi se convertit à l'islam en 1666. Par la suite, certains de ses disciples se sont convertis de leur plein gré mais ont continué à pratiquer les rituels sabbatiques. Ces personnes sont connues sous le nom de Dönmeh. 
Dans les années 1750, Jacob Frank affirma être la réincarnation de Zevi et attira de nombreux adeptes en Pologne, connus sous le nom de Frankistes. En 1759, grâce aux encouragements de Frank, plus de 500 francistes ont été baptisés catholiques. Frank lui-même a également été baptisé, avec le roi de Pologne comme parrain.

## Voir également
- Relations entre juifs et musulmans
- Crypto-judaïsme
- Athéisme juif
- Sécularisme juif
- Sortie de l'Église
- Haine de soi juive